# Cândido Ferreira da Fonseca
Cândido Ferreira da Fonseca (Barbacena, 13 de setembro de 1805, — Santana do Deserto, 10 de agosto de 1855) foi um abastado fazendeiro de café da zona da mata mineira, considerado o fundador do município de Santana do Deserto.
Era filho do coronel João Ferreira da Fonseca (1774-1818) e de dona Josefa Maria de Assunção (1785-1865), uma importante família de proprietários rurais de Barbacena, e casou-se em 22 de setembro de 1832 com Camila Francisca de Assis Ferreira Armond (1818-1892), filha de Marcelino José Ferreira Armond (1783-1850), futuro barão do Pitangui, de quem herdou a fazenda Santana com 165 cativos, 65 animais muares e 165 mil pés de café. Era ligado ao partido liberal e foi um dos signatários da representação mineira ao Imperador solicitando a demissão do gabinete que precedeu as revoltas liberais de 1842. Foi juiz de paz e capitão da Guarda Nacional. Doou em 1852 um lote de terras da fazenda onde mandou construir uma capela que mais tarde tornou-se sede do município de Santana do Deserto-MG, local do ossuário onde seus restos mortais encontram-se atualmente depositados.
É a origem do nome da principal rua de Santana do Deserto e foi, entre 1904 e 1940 o nome da estação da Estrada de Ferro Leopoldina ali localizado.